# Richard Samko

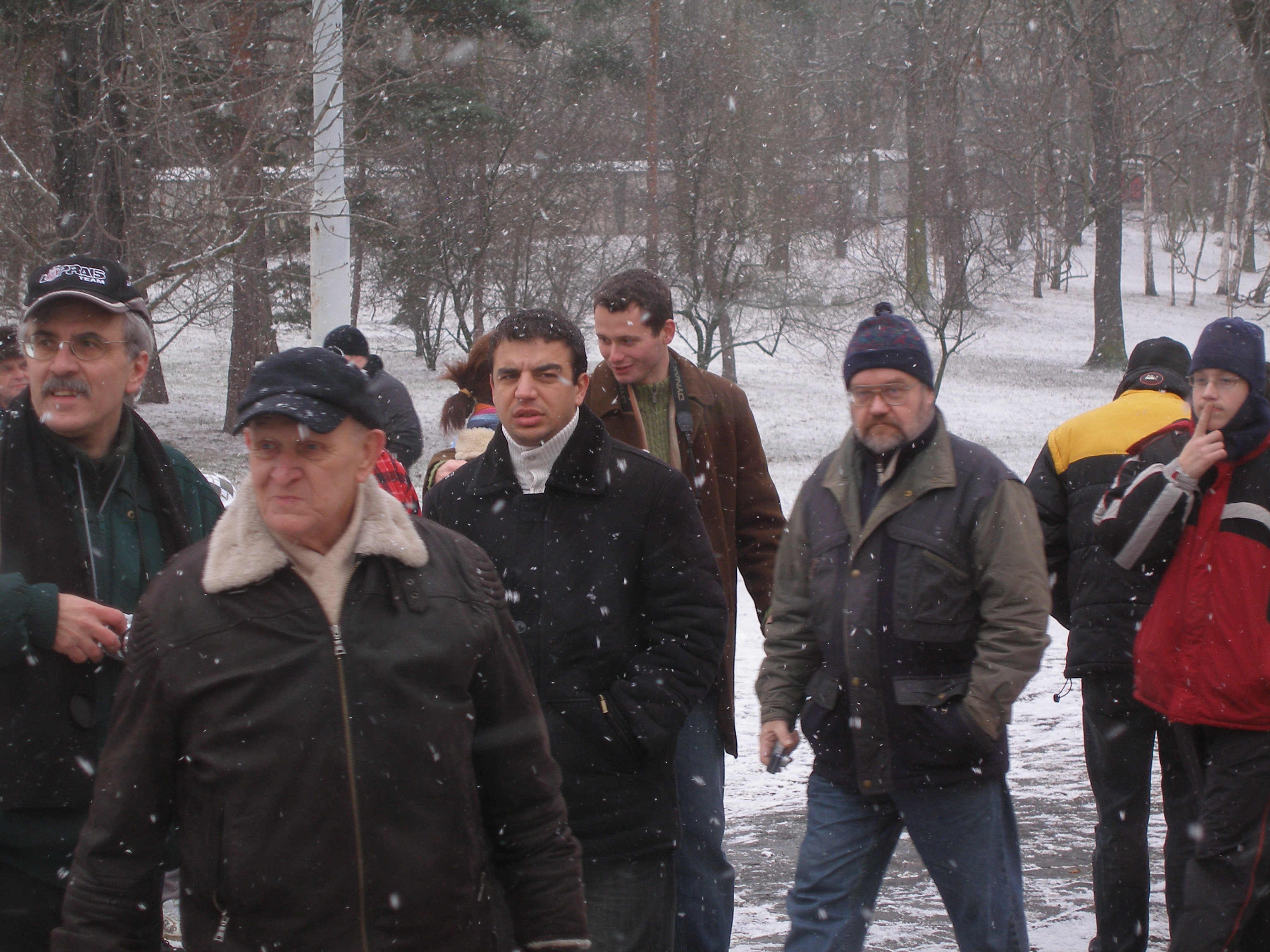
Richard Samko (uprostřed v černém kabátě, bílém svetru s límečkem a bez čepice)

Richard Samko (* 16. května 1978 Náchod) je český reportér a moderátor romské národnosti.
Vyučil se sice kuchařem a číšníkem, avšak absolvoval novinářský kurz a hned v roce 1999 nastoupil do České televize, kde od té doby působí.
Do roku 2010 spolupracoval s Českým rozhlasem (Radiožurnál); v roce 2008 tančil v divadelním projektu nazvaném Cikánská suita.